# Prefab Sprout
I Prefab Sprout sono un gruppo musicale britannico di genere pop rock formatosi nel 1982.
Hanno raggiunto la popolarità fra la seconda metà degli anni ottanta e l'inizio degli anni novanta grazie al loro pop sofisticato ricco di influenze musicali e alle liriche colte ed intelligenti del leader Paddy McAloon.
Nonostante l'apprezzamento della critica ed il buon riscontro commerciale di alcuni singoli (Appetite, When Love Breaks Down, Cars and Girls, The King of Rock'nRoll) e album (Steve McQueen del 1985 e From Langley Park to Memphis del 1988), la band non ha mai raggiunto le grandi masse ed è rimasta allo status di cult band.
La formazione storica del gruppo comprendeva Paddy McAloon come cantante e chitarrista, Martin McAloon al basso, Wendy Smith ai cori e Neil Conti alla batteria. Attualmente, a causa della graduale fuoriuscita degli altri componenti, nel "gruppo" è rimasto il solo Paddy McAloon.

## Storia
Il gruppo si formò nel 1978 a Witton Gilbert (Contea di Durham) ad opera dei fratelli Paddy e Martin McAloon, insieme al batterista Michael Salmon. Il nome del gruppo si può tradurre in italiano come "germoglio prefabbricato": stando a quanto riportato su British Hit Singles & Albums esso deriva da un verso di una canzone di Nancy Sinatra e Lee Hazlewood intitolata Jackson, che diceva «We got married in a fever, hotter than a pepper sprout», le cui parole finali vennero tramutate da McAloon in "prefab sprout".

### Anni ottanta
I Prefab Sprout esordirono nel 1982 con il primo singolo Lions in Your Own Garden (Exit Someone); successivamente nella band entrò la vocalist e polistrumentista Wendy Smith. Dopo un secondo 45 giri, The Devil Has All the Best Tunes, il gruppo si mise al lavoro sull'album d'esordio, Swoon, uscito nel 1984 con la Kitchenware Records, preceduto dal singolo Don't Sing. Il disco ottenne un buon riscontro di critica e di vendite, arrivando nella top 20 britannica e venendo apprezzato da Elvis Costello e attirando l'attenzione del produttore Thomas Dolby, che si offrì di produrre il secondo lavoro del gruppo, iniziando così un sodalizio che proseguirà nel corso degli anni.
Con il nuovo batterista Neil Conti, l'album Steve McQueen (uscito negli Stati Uniti col titolo Two Wheels Good a causa del veto degli eredi dell'attore) venne registrato nell’autunno del 1984 ai Nomis Studios di Londra in cinque settimane ed uscì il 22 giugno 1985. Encomiato dai critici, permise ai Prefab Sprout di piazzare il loro primo singolo, When Love Breaks Down, nelle classifiche britanniche, prodotto l'anno prima da Phil Thornalley, bassista dei Cure; altri singoli di successo furono Appetite, che arrivò al 35º posto nelle classifiche italiane e valse al gruppo una partecipazione al Festival di Sanremo 1986 come ospiti internazionali, e Johnny Johnny (presente sull'album col titolo Goodbye Lucille#1). Steve Mc Queen col tempo è stato considerato il capolavoro dei Prefab Sprout e uno dei gioielli del pop anglosassone degli anni ottanta.
L'anno seguente il gruppo incise l'album Protest Songs (che però la casa discografica ritirerà e farà uscire nel 1989) e prese parte al Red Wedge Tour insieme a Tom Robinson e agli Smiths; il lavoro successivo fu invece From Langley Park to Memphis, del 1988, che arrivò al quinto posto nelle classifiche britanniche e regalò alla band il suo più grande successo commerciale nel Regno Unito, il singolo The King of Rock'n'Roll. All'album, prodotto solo in parte da Thomas Dolby, parteciparono ospiti come Stevie Wonder e Pete Townshend degli Who, e fu seguito da un lungo tour promozionale.

### Anni novanta
Nel 1990 i Prefab Sprout pubblicarono l'ambizioso e monumentale Jordan: the Comeback, sempre prodotto da Thomas Dolby, contenente diciannove brani raggruppati in quattro filoni tematici: brani propriamente pop, una suite incentrata su Elvis Presley, canzoni romantiche e un gruppo di brani che parlano di morte e destino. Dal punto di vista musicale, il lavoro esplorava un'ampia varietà di stili che andavano dal pop più canonico alla samba, a reminiscenze beatlesiane, al Minneapolis sound. L'album fu acclamato dalla critica e venne candidato ai BRIT Awards come "miglior album dell'anno", arrivando fino al settimo posto nelle classifiche del Regno Unito ma non producendo singoli di successo col precedente lavoro.
Due anni dopo uscì la loro prima raccolta, A Life of Surprises: The Best of Prefab Sprout, il cui singolo inedito If You Don't Love Me stazionò per diverse settimane nella top ten dance degli Stati Uniti.
Dopo una pausa di cinque anni (durante i quali il batterista Neil Conti abbandonò il gruppo) l'album Andromeda Heights, prodotto dal solo McAloon, uscì nel 1997 piazzandosi anch'esso al settimo posto delle classifiche britanniche; i singoli estratti dall'album furono l'acclamato A Prisoner in the Past, sorta di omaggio a Phil Spector, e Electric Guitars. Dopo l'uscita dell'album Wendy Smith lasciò il gruppo a causa di una maternità, per dedicarsi in seguito all'attività di insegnante e musicoterapeuta.
In conseguenza alla fine del contratto con la CBS, la casa discografica pubblicò nel 1999 una doppia raccolta, 38 Carat Collection, per promuovere la quale il gruppo - ora ridotto ai soli fratelli McAloon - intraprese un tour nel Regno Unito (erano passati dieci anni dall'ultimo), durante il quale Neil Conti si riunì momentaneamente alla band. Dall'album fu estratto il singolo Where the Heart Is, utilizzato come sigla iniziale dell'omonima serie televisiva.

### Anni duemila
The Gunman and Other Stories (2001), prodotto da Tony Visconti, storico collaboratore di David Bowie, fu il settimo lavoro della band, un concept album sul far west che comprende anche brani precedentemente scritti da McAloon per altri artisti (Jimmy Nail e Cher); dall'album fu estratto il singolo Wild Card in the Pack. Benché apprezzato dalla critica, l'album non riscontrò un grande successo commerciale.
Negli anni seguenti una serie di problemi di salute rallentarono l'attività di Paddy McAloon, rimasto l'unico titolare del progetto Prefab Sprout dopo l'uscita del fratello Martin. Un distacco della retina gli causò gravi problemi alla vista rendendolo quasi cieco e lo costrinse in casa al buio per un lungo periodo, durante il quale trascorse il tempo ascoltando la radio e registrando trasmissioni e documentari. Frammenti di queste registrazioni, mischiati a brani strumentali, spoken words e registrazioni domestiche confluirono nell'album I Trawl the Megahertz, pubblicato nel maggio 2003 con l'etichetta Liberty Records a nome del solo Paddy McAloon; il disco fu apprezzato dalla critica con recensioni generalmente positive e fu inserito nella classifica dei migliori album del 2003 dalle riviste Mojo e Uncut. Nel 2019 il disco fu ristampato dalla Sony Music come album dei Prefab Sprout a tutti gli effetti, come inizialmente previsto.
Nel 2006 a McAloon fu diagnosticata la malattia di Menière, una patologia dell'udito molto invalidante, che rese alquanto difficoltoso il proseguimento della sua carriera ed impossibile qualsiasi esibizione dal vivo; nonostante i problemi di salute, l'artista continuò a lavorare dalla sua casa di Durham e realizzò nel 2009 l'album Let's Change the World with Music, una raccolta di demo incisi all'inizio degli anni novanta, recensito positivamente dalla critica britannica.

### Anni duemiladieci
Il 7 ottobre 2013, l'etichetta Icebreakers Records pubblicò il nono album, intitolato Crimson/Red, che arrivò al quindicesimo posto nelle classifiche britanniche; tutti i brani furono stati scritti e interamente suonati da Paddy McAloon. Dall'album fu estratto il singolo The Best Jewel Thief in the World.

## Formazione
- Paddy McAloon - voce, chitarra, tastiere, pianoforte, armonica, basso (1978 - oggi)
- Martin McAloon - basso (1978-2001)
- Wendy Smith - cori, tastiere, chitarra (1982-2000)
- Neil Conti - batteria (1984-1993)

## Discografia

### Album in studio
- 1984 – Swoon
- 1985 – Steve McQueen
- 1988 – From Langley Park to Memphis
- 1989 – Protest Songs
- 1990 – Jordan: The Comeback
- 1997 – Andromeda Heights
- 2001 – The Gunman and Other Stories
- 2003 –  I Trawl the Megahertz
- 2009 – Let's Change the World with Music
- 2013 – Crimson/Red

### Raccolte
- 1992 – The Best of - A Life of Surprises
- 1999 – 38 Carat Collection